# Stare Kaleńsko
Stare Kaleńsko (niem. Alt Kalenzig) – osada w Polsce położona w województwie zachodniopomorskim, w powiecie drawskim, w gminie Czaplinek. W latach 1975–1998 miejscowość administracyjnie należała do województwa koszalińskiego. W roku 2006 osada liczyła 333 mieszkańców i jest największą w gminie. Miejscowość wchodzi w skład sołectwa Żelisławie.

## Geografia
Osada leży ok. 3 km na południe od Żelisławia, nad lobeliowym jeziorem Kaleńskim o głębokości 43 m, w pobliżu linii kolejowej nr 210.